# Siren (Band)
Siren war eine US-amerikanische Progressive- und Heavy-Metal-Band aus Tampa, Florida, die 1981 gegründet wurde und sich 1991 auflöste.

## Geschichte
Die Band wurde 1981 gegründet, wobei der Sänger Doug „Dead“ Lee erst im folgenden Jahr dazustieß. 1984 erschien die selbstfinanzierte Single Metro-Mercenary, auf der die Besetzung neben Lee aus dem Gitarristen Rob Phillips, dem Bassisten Benjamin Parrish und dem Schlagzeuger Ed Aborn bestand. Nach der Veröffentlichung kam Edward Amyx als neuer Bassist dazu, woraufhin im Januar 1985 das Demo Iron Coffins aufgenommen wurde. Der Tonträger enthält neben dem Titellied die Songs Over the Rainbow, Before the Storm und Shadow of a Future Past. Daraufhin wurde das Label Sanaty Records aus Pennsylvania auf die Band aufmerksam und veröffentlichte Over the Rainbow auf dem Sampler Start to Stardom. Im folgenden Jahr schloss sich mit Dead of Night das zweite Demo an, worauf mit dem Gitarristen Edward „Faxon“ Kotz und dem Bassisten Gregg Culbertson neue Mitglieder enthalten sind. Auf dem 1986er Album No Place Like Home ist mit Brian Law ein neuer Schlagzeuger zu hören. Phillips war wieder zur Band zurückgekehrt und ist somit statt Kotz auf dem Album zu hören. Der Tonträger erschien bei Flametrader Records, einem Sublabel von Semaphore, wobei sich rund 8.000 Einheiten hiervon absetzten. Auf dem zweiten Album Financial Suicide, das 1989 bei Aaarrg Records veröffentlicht wurde, hatte sich die Besetzung durch das Hinzukommen des Gitarristen Brian C. Hendrickson, des Bassisten Les Talent und des Schlagzeugers David Smith fast komplett verändert. Letzterer war bereits vor den Aufnahmen von Metro-Mercenary in der Band aktiv gewesen. Von dem Tonträger setzten sich etwa 6.000 bis 7.000 Stück ab. Im Gegensatz zu den beiden Demos und der Single, von denen sich jeweils 8.000 Stück absetzten, war dieser Wert eher gering. Nach der Veröffentlichung war Doug Lee zunächst bei Mekong Delta aktiv, weshalb kaum noch Zeit für Siren blieb. Etwas später zog Lee nach Deutschland, wo er sich eine neue Besetzung zusammenstellte, bestehend aus dem Bassisten Johan Susant (ex-Target, ex-Holy Moses), den Gitarristen Georgie Symbos (ex-Holy Moses) und Fred Fricke (ex-Living Death, ex-Sacred Chao, ex-Laos) und dem Schlagzeuger Frankie Ullrich. Zunächst sollte letztgenannter Posten durch Jörg Michael besetzt werden, welcher jedoch gesundheitsbedingt ablehnen musste. Am 26. Oktober 1990 trat die Band in Werl zusammen mit Accu§er, Secrecy und Life Artist auf, wobei sie neben bereits bekannten Songs auch neue Lieder wie Straight Jacket, Take It, Winds of Fire und Evil Clowns spielte. Nach einem weiteren Demo im Jahr 1991, das vier Lieder umfasst, löste sich die Band auf. Das Demo enthält die vier vorher erwähnten neuen Lieder und war in den RCP Studios aufgenommen worden. Durch die Auflösung blieb das geplante dritte Album, und somit etwa 15 weitere, teils fertige, Songs, unveröffentlicht. 2010 sollte die Band am Keep It True teilnehmen, jedoch sagte sie ihren Auftritt wieder ab und wurde durch Steelwing ersetzt. Am 27. April 2018 traten sie dann doch im Rahmen des Keep It True-Festivals auf, über diese einmalige Wiedervereinigung wurde eine Dokumentation gedreht die Chris Jericho produzierte. 

Siren beim Keep It True Festival 2018
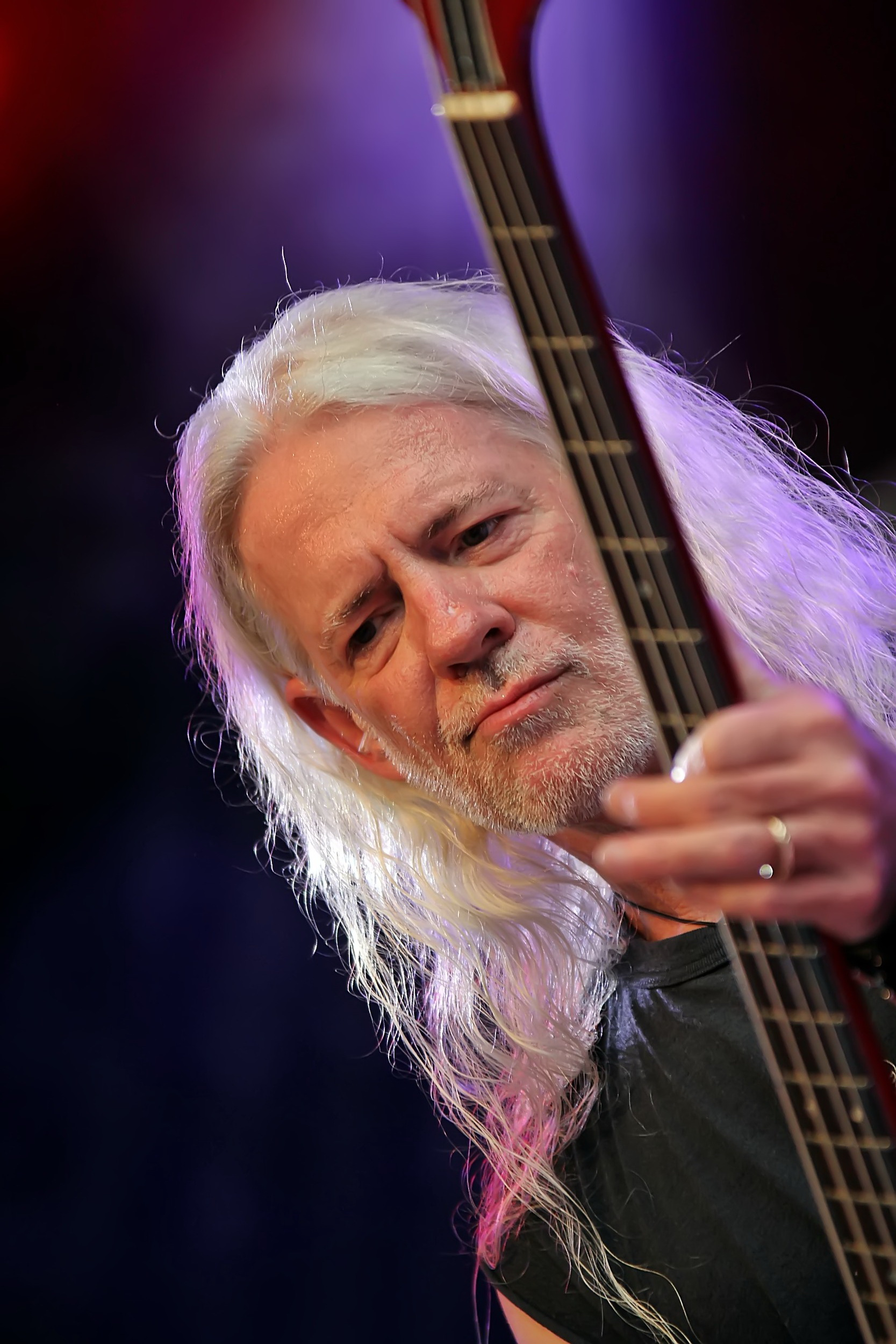
Gregg Culbertson (Bass)
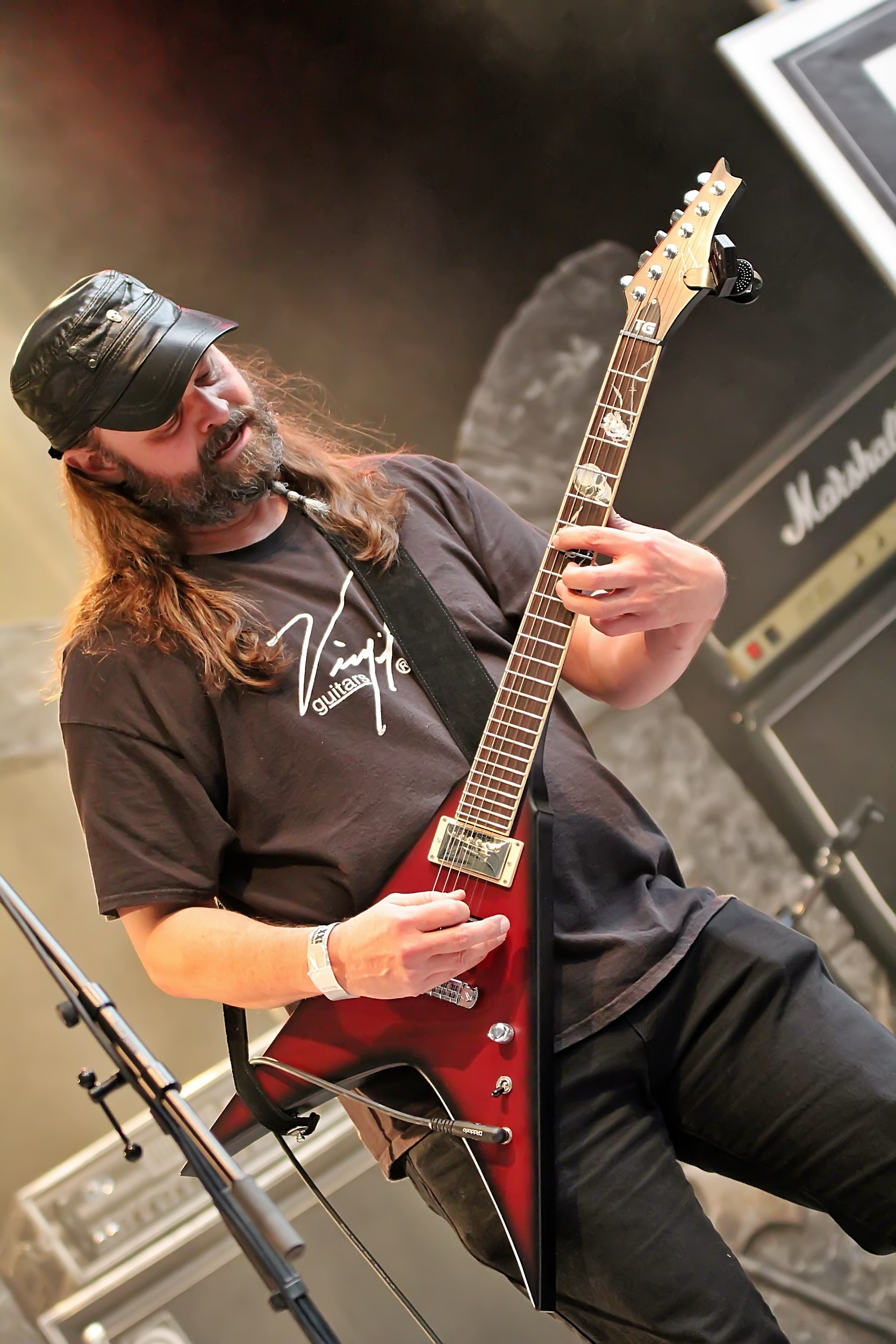
Todd Grubbs (Gitarre)
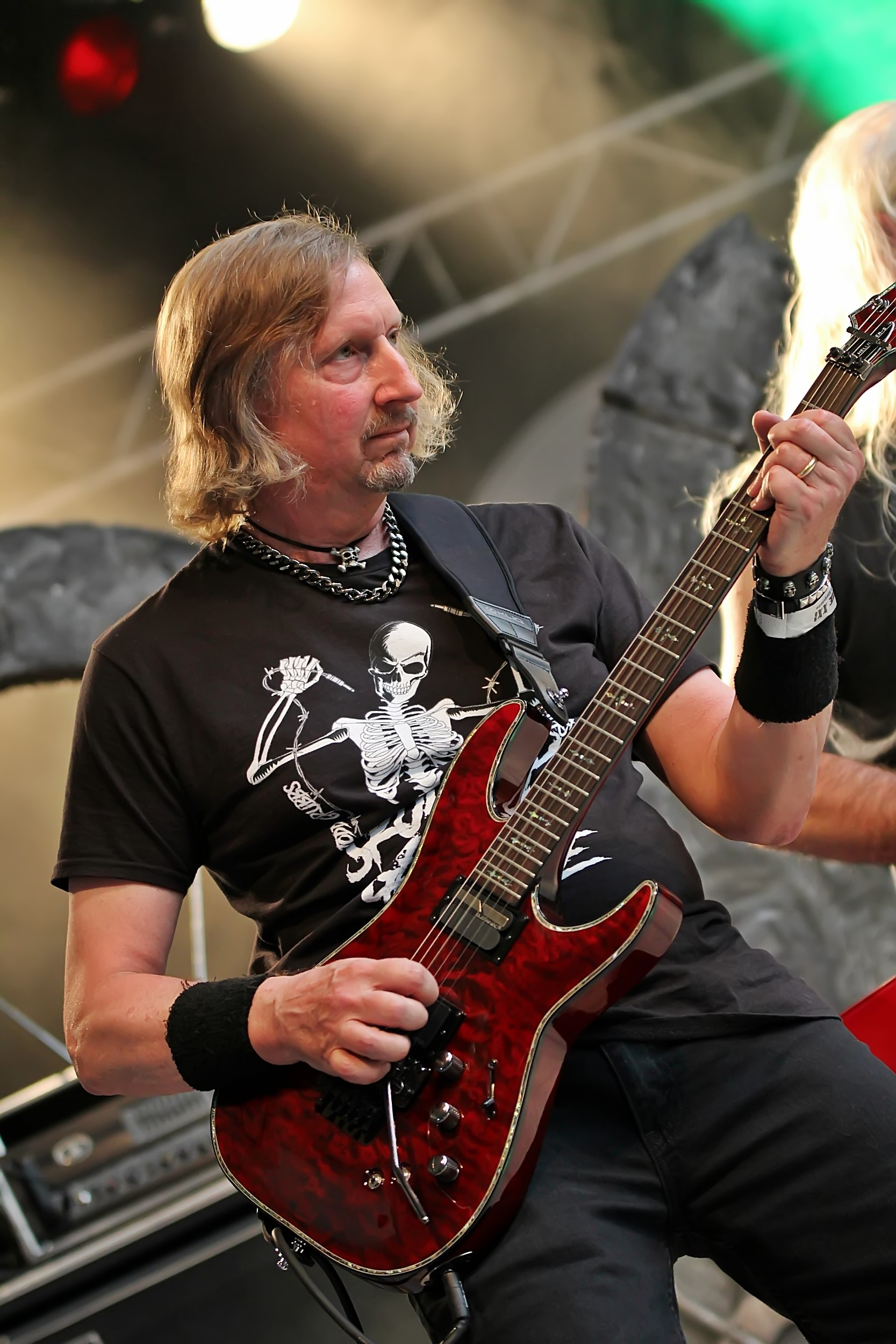
Hal Dunn (Gitarre)
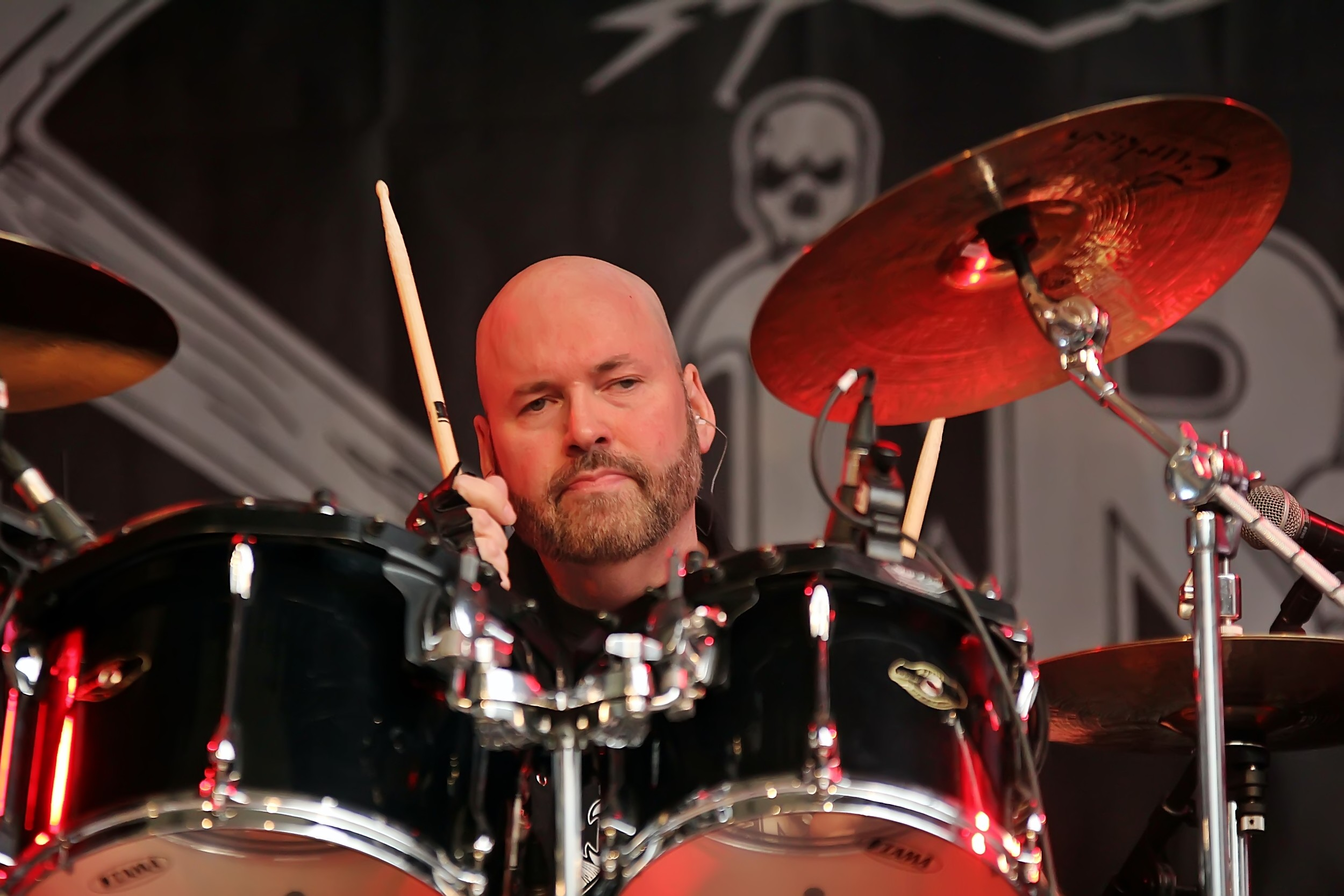
Ed Aborn (Schlagzeug)
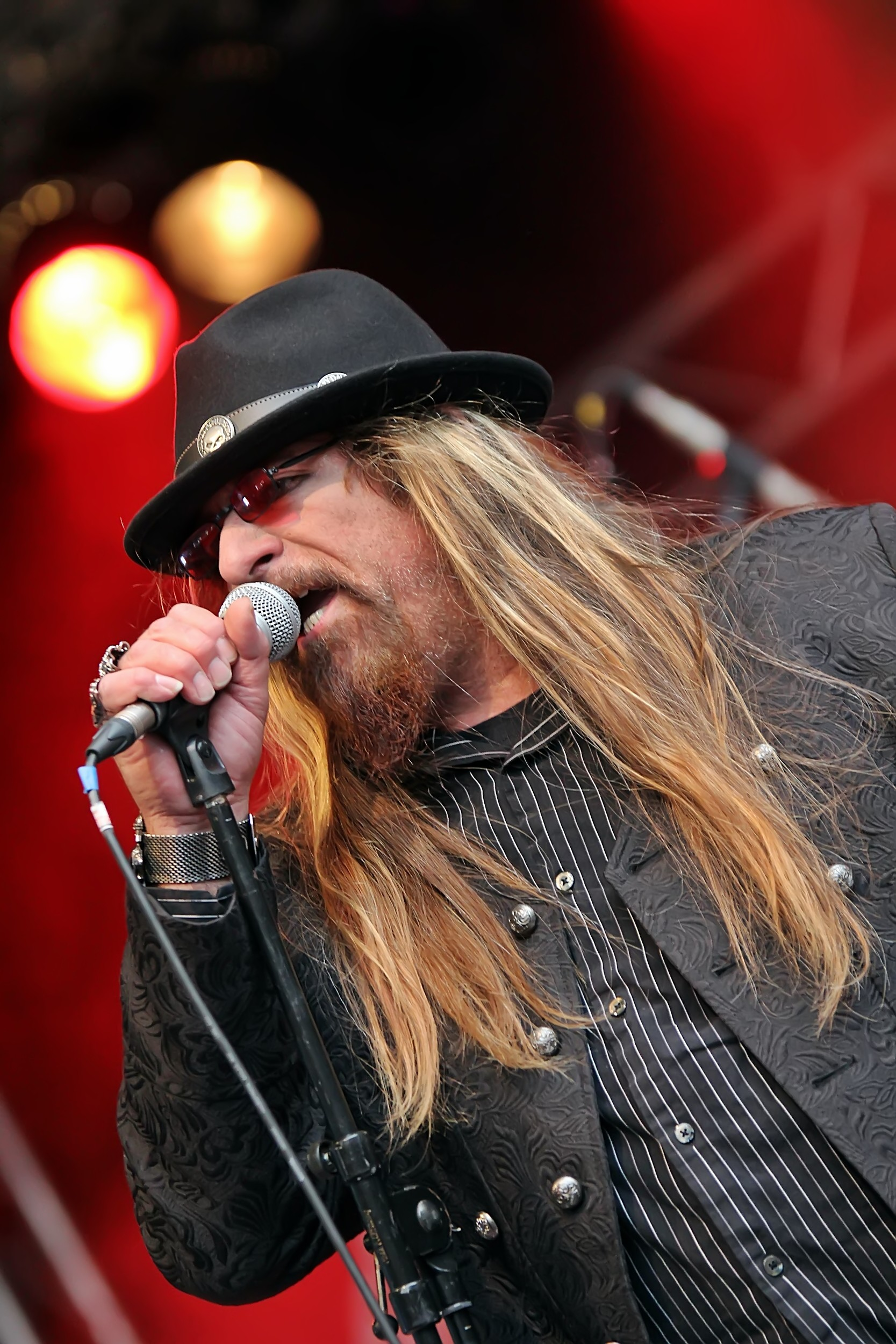
Doug Lee (Gesang)

## Stil
Laut Götz Kühnemund vom Rock Hard enthält No Place Like Home gefühlvollen, wenn auch gewöhnungsbedürftigen Gesang. Die Lieder würden sich dem Hörer nicht sofort erschließen, sondern sich erst bei mehrmaligem Hören entfalten, wie es auch bei Bands wie Watchtower oder Sacred Blade der Fall sei. Zudem bezeichnete er die Musik als „harten, abwechslungsreichen Psycho-Metal“. In einer späteren Ausgabe rezensierte Thomas Kupfer Financial Suicide und stellte fest, dass atmosphärische Passagen wie in den Songs Iron Coffins oder Over the Rainbow, die auf dem ersten Album enthalten sind, nun ausbleiben. Stattdessen regiere geradliniger Heavy Metal.

## Diskografie
- 1984: Metro-Mercenary (Single, Eigenveröffentlichung)
- 1985: Iron Coffins (Demo, Eigenveröffentlichung)
- 1986: No Place Like Home (Album, Flametrader Records)
- 1986: Dead of Night (Demo, Eigenveröffentlichung)
- 1987: The Garage Experiment (Demo, Eigenveröffentlichung)
- 1989: Financial Suicide (Album, Aaarrg Records)
- 1991: 4-Song-Demo (Demo, Eigenveröffentlichung)